# 울리 롬멜

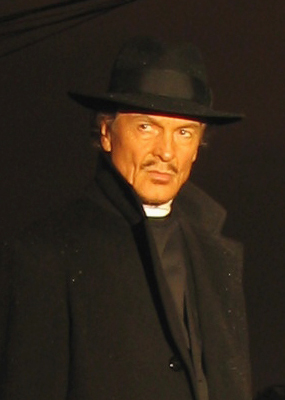

울리 롬멜(Ulli Lommel, 1944년 12월 21일 ~ 2017년 12월 2일)은 독일의 배우, 영화 감독, 각본가, 영화 프로듀서, 영화배우, 촬영 감독이다.
슈투트가르트에서 사망하였다. 사인은 심부전이다.

## 영화
- 아메리카 랜드 오브 더 프릭스 (2017년)
- 비하인드 더 크로스 (2012년)
- 앱솔루트 이블 (2009년)
- 조디악의 저주 (2007년)
- 보더라인 컬트 (2007년)
- 조디악 킬러 (2005년)
- 다니엘 더 위자드 (2004년)
- 좀비 네이션 (2004년)
- 에이리언 X 팩터 (1997년)
- 출격 명령 토네이드 (1995년)
- 스타루비의 저주 (1985년)
- 블랭크 제너레이션 (1980년) - 호프릿츠 역
- 천사들의 그림자 (1976년)
- 중국식 룰렛 (1976년)
- 에피 브리스트 (1974년)
- 선 위의 세상 (1973년)
- 노라 헬머 (1973년)
- 하를리스의 죽음 (1972년)
- 브레멘의 자유 (1972년)
- 화이티 (1971년)
- 미국인 병사 (1970년)
- 왜 R씨는 미쳐 날뛰는가? (1970년)
- 사랑은 죽음보다 차갑다 (1969년)